# Taboo Songs〜封印歌謡大全
『Taboo Songs〜封印歌謡大全』（タブーソングス ふういんかようたいぜん）は、TBSラジオで放送されたラジオ番組。
何らかの理由があって放送禁止扱いとなった歌を特集した番組で、これまでに2回放送されている。担当プロデューサーは、ストリーム等も担当した三条毅史。

## 放送日・時間
- Taboo Songs〜封印歌謡大全 － 2007年7月22日 19:00～21:00
- Taboo Songs2 蘇る封印歌謡 － 2007年12月27日 19:00～21:00

## パーソナリティ
- 石橋春海（『封印歌謡大全』〈ISBN 9784861990663〉の著者）
- 宇多丸（RHYMESTER）

## 放送された歌

### Taboo Songs
- 夢去りぬ（ヴィック・マックスウェル・ダンス楽団）
- 別れのブルース（淡谷のり子）
- 忘れちゃいやヨ（渡辺はま子）
- 檻の中の野郎たち（守屋浩）
- 関東流れ唄（渡哲也）
- びっこの仔犬（加山雄三）
- 手紙（岡林信康）
- 金太の大冒険（つボイノリオ）
- シンボル・ロック（梅宮辰夫）
- ブラックマジックオールドマン（海援隊）
- 丸の内ストーリー（畑中葉子、ビートたけし）
- 放送禁止歌（山平和彦）
- 銃をとれ!（頭脳警察）
- 8マン（克美茂）
- さすらい（克美茂）
- かえしておくれ今すぐに（フランク永井）
- 不如帰（ほととぎす）（村上幸子）
- サマータイム・ブルース（RCサクセション）

「ブラインド・バード」（ザ・モップス）も放送される予定であったが、 放送されなかった（理由は不明）。

### Taboo Songs2
- イムジン河（ザ・フォーク・クルセダーズ）
- 自衛隊に入ろう（高田渡）
- 黒いカバン（泉谷しげる）
- れ・い・ぷ フィーリング（小林万里子）
- おど（三上寛）
- からっぽの世界（ジャックス）
- 金太の大冒険（つボイノリオ）
- 本願寺ぶるーす（つボイノリオ）
- 飛んでスクランブール（つボイノリオ）
- 山谷ブルース（岡林信康）
- おそうじオバチャン（憂歌団）
- お政治オバチャン（憂歌団）
- つくばねの唄（あのねのね）
- 悲惨な戦い（なぎら健壱）
- さすらい（克美茂）